# 大器晚成 (美国电视剧)
《大器晚成》（英語：Hung，又译《因为有你》）是一部美国喜剧電視劇，2009年6月28日在HBO首播，至2011年12月4日為止。本劇由Dmitry Lipkin和Colette Burson创造，湯馬士·珍饰演的主角Ray Drecker是一个拥有辉煌过去的高中篮球教练，老婆和有钱的男人跑了，唯一的房子因火灾而不适宜居住导致孩子们也去前妻那，而受到经济不景气的影响他的工资也缩水，在一次创业课上他受到启发决定利用他的“长处”来挣钱，就是當男妓。第二季於2010年6月27日首播，共有10集，至2010年9月12日完結。第三季也是最後一季於2011年10月2日首播，共有10集，至2011年12月4日完結。

## 演員

### 主要
- 湯馬士·珍 飾 Ray Drecker
- 珍·亞當斯（英语：Jane Adams (actress)） 飾 Tanya Skagle
- 安·海契 飾 Jessica Haxon
- Charlie Saxton（英语：Charlie Saxton） 飾 Damon Drecker
- 西亞諾·史密-麥菲（英语：Sianoa Smit-McPhee） 飾 Darby Drecker
- 艾迪·詹米森 飾 Ronnie Haxon（第1–2季主要，第3季常設）
- 蕾貝卡·克萊斯考夫（英语：Rebecca Creskoff） 飾 Lenore Bernard（第1季常設，第2–3季主要）
- 葛瑞格·亨利（英语：Gregg Henry） 飾 Mike Hunt（第1季常設，第2–3季主要）
- 藍尼·詹姆士 飾 Charlie（第2季常設，第3季主要）
- 史蒂芬·艾梅爾 飾 Jason（第3季）
- 凱特琳·達波黛 飾 Logan（第3季）